# Helper
Helper – miasto w Stanach Zjednoczonych, w stanie Utah, w hrabstwie Carbon.